# Jonathan Lipnicki
Jonathan William Lipnicki, född 22 oktober 1990 i Westlake Village, Kalifornien, är en amerikansk skådespelare. Han är mest känd för Stuart Little-filmerna.